# رود ورونژ
 رود ورونژ رودی است به دن می‌ریزد. این رود از کشور روسیه می‌گذرد.